# Rudolph Sohm
Rudolph Sohm (Rostock, 29 ottobre 1841 – Leipzig, 16 maggio 1917) è stato un giurista, storico e teologo tedesco pubblicò studi riguardo al diritto canonico, al diritto romano e alla storia della Chiesa.